# Finale del campionato europeo maschile di calcio 2020
La finale del campionato europeo di calcio 2020 si tenne l'11 luglio 2021 allo stadio di Wembley a Londra tra le nazionali di Italia e Inghilterra. Fu la seconda finale europea a essere risolta ai tiri di rigore, dopo quella del 1976, e vide la vittoria dell'Italia con un punteggio complessivo di 4-3 (1-1 al termine dei tempi supplementari e 3-2 ai tiri di rigore).

## Le squadre
| Squadra     | Finali disputate in precedenza (il grassetto indica la vittoria) |
| ----------- | ---------------------------------------------------------------- |
| Italia      | 3 (1968, 2000, 2012)                                             |
| Inghilterra | Nessuna                                                          |

## Cammino verso la finale

### Italia
La nazionale italiana, negli anni precedenti l'europeo, aveva attraversato un periodo di profonda crisi, culminato con la mancata qualificazione ai mondiali del 2018, sotto la guida tecnica di Gian Piero Ventura; a seguito di ciò, Ventura fu esonerato e sostituito da Roberto Mancini, il quale fin da subito mise in atto un grande ricambio generazionale. Sotto la guida del nuovo CT, l'Italia si qualificò alla fase finale del torneo con tre giornate d'anticipo a seguito di un percorso netto, fatto di sole vittorie, vincendo il Gruppo J di qualificazione; Il sorteggio riservò agli Azzurri il Girone A, assieme a Turchia, Galles e Svizzera. In quanto facente parte delle nazioni ospitanti la rassegna continentale, l'Italia giocò tutte le tre partite della fase a gironi tra le mura amiche, più precisamente allo Stadio Olimpico di Roma.
Il debutto avvenne l'11 giugno 2021 nella partita inaugurale della manifestazione, contro la Turchia: grazie all'autorete di Merih Demiral, che aprì le marcature, ed alle reti di Ciro Immobile e Lorenzo Insigne, i turchi furono piegati con un netto 3-0. La seconda partita, giocata cinque giorni dopo, vide gli italiani opposti alla Svizzera. Una doppietta di Manuel Locatelli e un'altra rete di Immobile assicurarono un secondo 3-0 consecutivo e la qualificazione matematica alla fase a eliminazione diretta. Tale risultato fu ulteriormente migliorato, anche se con una formazione oggetto di un corposo turnover, dalla rete di Matteo Pessina, sufficiente per battere il Galles nel terzo e ultimo incontro che si svolse il 20 giugno e per assicurare il primo posto nel girone, il miglior attacco e la porta inviolata.
Volati dunque a Wembley per gli ottavi di finale, gli Azzurri affrontarono l'Austria, seconda classificata nel Girone C. La partita si protrasse fino ai tempi supplementari; dopo che alla selezione d'oltralpe fu annullata una rete al 67' per fuorigioco di Marko Arnautović, le reti di Federico Chiesa e di nuovo di Pessina, a cui fece seguito il gol di Saša Kalajdžić, fissarono il punteggio sul 2-1 finale.
Grazie a ciò l'Italia staccò il pass per l'Allianz Arena di Monaco di Baviera, dov'era attesa per i quarti di finale. Avversario di turno fu il Belgio, in testa al ranking mondiale FIFA, che agli ottavi aveva eliminato i campioni in carica del Portogallo. Gli Azzurri andarono in vantaggio al 31' grazie a un inserimento di Nicolò Barella, bissato dalla marcatura di Insigne in contropiede al 44'; già durante il recupero del primo tempo Romelu Lukaku, giocatore all'epoca in forza alla società italiana dell'Inter, dimezzò lo svantaggio trasformando un calcio di rigore. Nella seconda metà dell'incontro il risultato non variò e l'Italia ebbe accesso alla semifinale.
Il tabellone designò come avversaria della squadra di Mancini in semifinale la Spagna, seconda del gruppo E, che aveva superato Croazia e Svizzera (e che aveva sconfitto per 4-0 la stessa Italia nella finale europea del 2012). La partita si sbloccò dopo un'ora di gioco grazie a una rete di Chiesa, ma il punteggio tornò in parità venti minuti più tardi a causa di un gol di Álvaro Morata. L'incontro continuò con il risultato di 1-1 per tutti i tempi supplementari e si decise con i tiri dagli undici metri, risolvendosi in favore dell'Italia: rigore parato a Locatelli, errore di Dani Olmo, gol di Belotti, Moreno, Bonucci, Thiago e Bernardeschi, rigore parato a Morata e gol di Jorginho, per un totale di 4-2.
Con questo risultato, la nazionale italiana si qualificò alla quarta finale europea della sua storia, dopo quelle del 1968, 2000 e 2012.

### Inghilterra
Anche l'Inghilterra, sotto la guida del commissario tecnico Gareth Southgate, si presentò alla manifestazione forte di una qualificazione brillante: sette vittorie ed una sola sconfitta nel Gruppo A di qualificazione. Anch'essa nazione ospitante, dunque avente il diritto di giocare tra le mura amiche di Wembley, giocò nel Gruppo D contro Croazia, Scozia e Rep. Ceca.
Gli inglesi debuttarono contro la selezione balcanica, ottenendo una vittoria di misura con una rete di Raheem Sterling, che fu la loro prima vittoria nella partita iniziale del girone di un campionato europeo. Il derby contro gli scozzesi fu meno soddisfacente, in quanto non si andò oltre un pareggio a reti bianche, ma il CT Southgate poté festeggiare ugualmente la qualificazione matematica agli ottavi di finale in virtù dei risultati ottenuti dalle altre squadre. La terza e ultima partita, contro la Repubblica Ceca, fu nuovamente decisa da Sterling (1-0).
La nazionale dei Tre Leoni si preparò così ad affrontare la seconda classificata del Gruppo F: la Germania. Il risultato della gara venne sbloccato al 75' da Sterling e raddoppiato 11 minuti dopo dal capitano Harry Kane; il 2-0 finale segnò la prima vittoria inglese sui tedeschi nella fase a eliminazione diretta di un torneo internazionale dai tempi della finale del mondiale 1966.
Nei quarti di finale, unica gara giocata fuori dalle mura amiche, per la precisione allo Stadio Olimpico di Roma, gli inglesi sfidarono l'Ucraina, terza del gruppo C e già vincitrice contro la Svezia. La partita terminò con un netto 4-0 ai danni degli ucraini: aprì le marcature Kane (4'), seguito da Harry Maguire (46'), poi ancora Kane (50') e infine Jordan Henderson (63').
In semifinale l'Inghilterra si trovò di fronte la Danimarca, seconda classificata del gruppo B, che aveva già sconfitto il Galles e la Rep. Ceca. I danesi andarono in vantaggio grazie ad un calcio di punizione di Mikkel Damsgaard; gli inglesi, dopo una facile occasione sprecata da Sterling, trovarono il gol del pareggio con l'autorete di Simon Kjær. Nei supplementari, la squadra di Southgate trovò il vantaggio grazie ad una respinta su rigore di Kane, il quale, dopo la parata del portiere danese Kasper Schmeichel, riuscì a segnare a porta sguarnita. Il 2-1 finale in favore dei Tre Leoni schiuse le porte della loro seconda finale internazionale, la prima da 55 anni, nonché la prima in assoluto nella competizione continentale.

### Tabella riassuntiva del percorso
| Pos. | Squadra  | Pt | G | V | N | P | GF | GS | DR |
| ---- | -------- | -- | - | - | - | - | -- | -- | -- |
| 1.   | Italia   | 9  | 3 | 3 | 0 | 0 | 7  | 0  | +7 |
| 2.   | Galles   | 4  | 3 | 1 | 1 | 1 | 3  | 2  | +1 |
| 3.   | Svizzera | 4  | 3 | 1 | 1 | 1 | 4  | 5  | -1 |
| 4.   | Turchia  | 0  | 3 | 0 | 0 | 3 | 1  | 8  | -7 |

| Pos. | Squadra     | Pt | G | V | N | P | GF | GS | DR |
| ---- | ----------- | -- | - | - | - | - | -- | -- | -- |
| 1.   | Inghilterra | 7  | 3 | 2 | 1 | 0 | 2  | 0  | +2 |
| 2.   | Croazia     | 4  | 3 | 1 | 1 | 1 | 4  | 3  | +1 |
| 3.   | Rep. Ceca   | 4  | 3 | 1 | 1 | 1 | 3  | 2  | +1 |
| 4.   | Scozia      | 1  | 3 | 0 | 1 | 2 | 1  | 5  | -4 |

### Statistiche della fase finale
| Squadra     | G | V | N | P | GF | GS | DR | CG | CR | TT  | TP | FC | FS |
| ----------- | - | - | - | - | -- | -- | -- | -- | -- | --- | -- | -- | -- |
| Italia      | 6 | 5 | 1 | 0 | 12 | 3  | +9 | 7  | 0  | 108 | 30 | 72 | 87 |
| Inghilterra | 6 | 5 | 1 | 0 | 10 | 1  | +9 | 5  | 0  | 58  | 25 | 58 | 67 |

## Descrizione della partita
La direzione della finale dell'Europeo venne affidata dall'UEFA all'arbitro olandese Björn Kuipers.

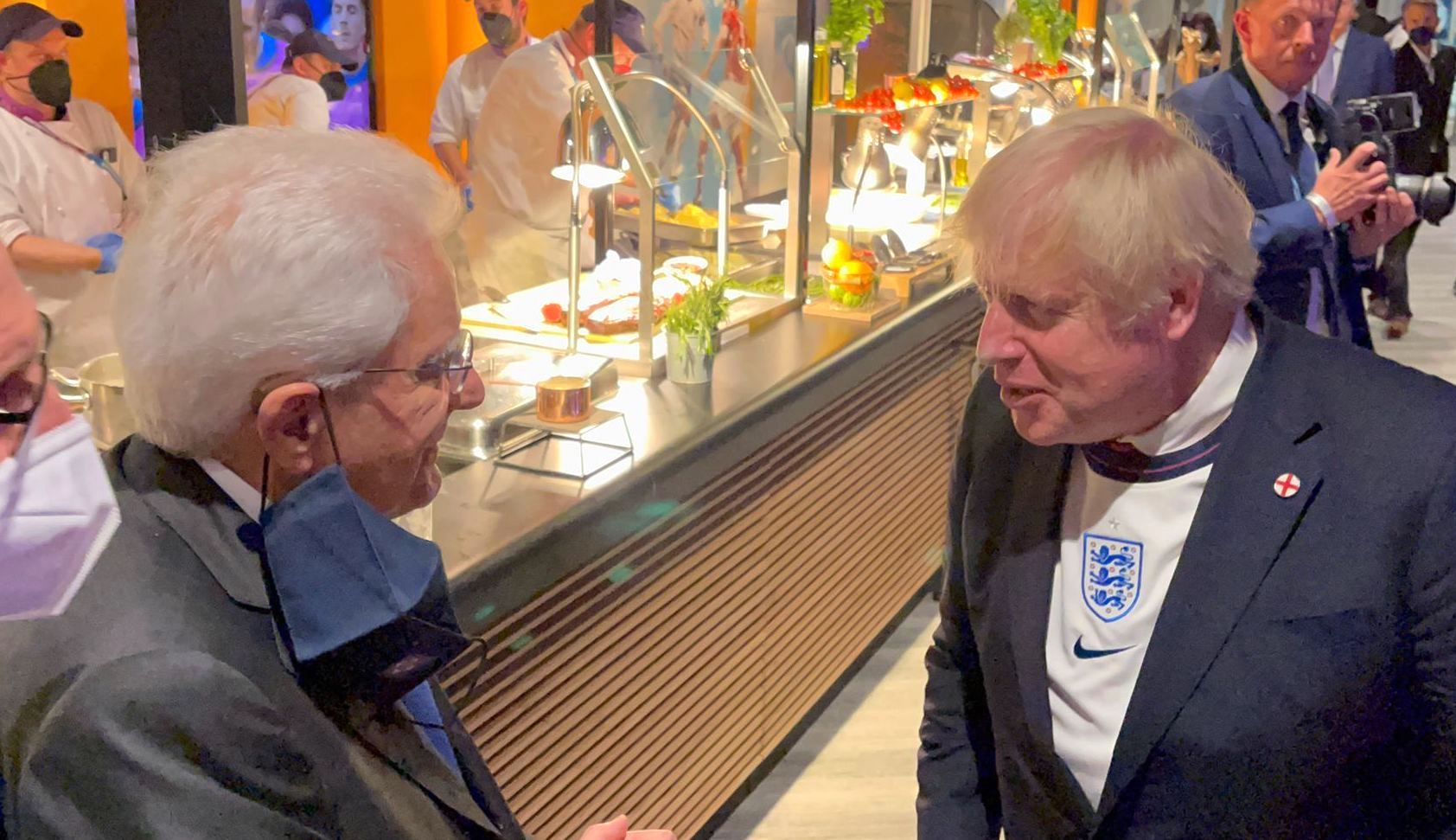
Il presidente della Repubblica Italiana Sergio Mattarella ed il primo ministro del Regno Unito Boris Johnson hanno un colloquio prima della finale.

Spinta dal numeroso pubblico di casa, l'Inghilterra partì in maniera decisa e riuscì a segnare già al 2' con Luke Shaw, che, servito da un cross di Kieran Trippier, colpì di sinistro in controbalzo battendo il portiere azzurro Gianluigi Donnarumma. Ritrovatasi in svantaggio a partita appena iniziata, l'Italia provò immediatamente a organizzare una reazione, concretizzata al 7' in una punizione dal limite di Lorenzo Insigne terminata alta per poco. Al 28' fu ancora Insigne a provare la conclusione, al termine di un'azione palleggiata, ma il suo tiro finì abbondantemente fuori. Dopo una mezz'ora giocata con grande ritmo dagli inglesi, gli Azzurri iniziarono a riversarsi in avanti con maggior insistenza. Al 35' Federico Chiesa, dopo aver scambiato con Nicolò Barella, calciò con potenza verso la porta di Jordan Pickford, ma il suo tiro finì fuori di poco. Nel recupero della prima frazione l'Italia ebbe altre due occasioni, prima con un tiro di Ciro Immobile che trovò l'opposizione di un difensore, poi con una conclusione di Marco Verratti che non impensierì il portiere inglese.

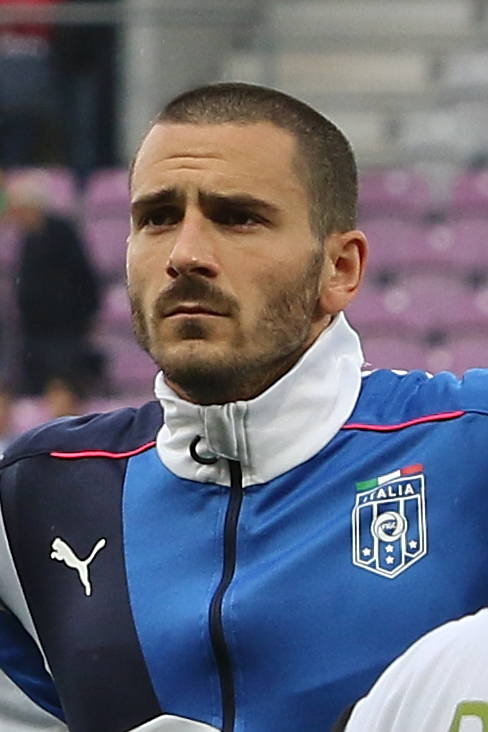
Leonardo Bonucci, autore della rete del pareggio dell' e MVP della finale.

La ripresa si aprì con l'Italia nuovamente alla ricerca del pareggio: al 51', su calcio di punizione da posizione favorevole, Insigne calciò fuori. Dopo qualche minuto fu ancora una volta Insigne, grazie a una combinazione con Chiesa, a calciare verso la porta inglese, ma Pickford si fece trovare pronto sul primo palo. Tra il 62' e il 64' arrivò un'occasione per parte, con un tiro di Chiesa respinto da Pickford ed un colpo di testa di John Stones da calcio d'angolo alzato sopra la traversa da Donnarumma. Al 67' arrivò il pareggio degli Azzurri: sugli sviluppi di un calcio d'angolo battuto da Domenico Berardi e prolungato da Bryan Cristante, Verratti colpì di testa e la palla finì contro il palo, ma Leonardo Bonucci riuscì ad anticipare i difensori inglesi ed a tirare in rete, riportando la gara in parità. Al 73', su un lancio in profondità, Berardi anticipò Pickford, ma il suo tentativo terminò abbondantemente alto. Questa fu l'ultima vera occasione dei tempi regolamentari, che si conclusero sul punteggio di 1-1.
Nel primo tempo supplementare, dopo una potenziale occasione per Raheem Sterling, che riuscì ad arrivare praticamente di fronte alla porta italiana prima di venire bloccato da Giorgio Chiellini al momento della conclusione, entrambe le squadre ebbero un'occasione a testa: un tiro rasoterra di Kalvin Phillips, terminato fuori, e una conclusione dalla lunga distanza di Andrea Belotti, subentrato a Insigne, parata agevolmente da Pickford. Nel secondo tempo supplementare gli inglesi ebbero la supremazia territoriale ma l'occasione più importante fu italiana, con una punizione di Federico Bernardeschi, entrato al posto di Chiesa, parata in due tempi dal portiere avversario. I tempi supplementari finirono senza reti: per la seconda volta nella storia, dopo la finale del 1976, il campionato europeo sarebbe stato deciso ai tiri di rigore.
Dopo i primi due tiri, segnati rispettivamente da Berardi e Kane, il tiro di Belotti non andò a segno, neutralizzato da Pickford. Segnarono poi Maguire, il cui tiro fu così potente da rompere una delle telecamere installate sulla porta, e Bonucci, che infilò la palla nell'angolo. Arrivarono quindi i turni di Marcus Rashford, che colpì il palo, di Bernardeschi, che trasformò centralmente il quarto rigore italiano, e di Jadon Sancho, il cui tiro fu parato da Donnarumma. Jorginho si ritrovò dunque il match point sul 3-2, ma Pickford parò il suo tentativo di trasformazione. Al tiro successivo, Donnarumma riuscì efficacemente a parare l'ultimo rigore della serie, calciato da Bukayo Saka: la nazionale italiana si laureò campione d'Europa per la seconda volta, a 53 anni di distanza dal primo trionfo.

## Tabellino
| Arbitro: | Björn Kuipers |

|                                               |                      |                                   |
| Bonucci 67’                                   | Marcatori            | 2’ Shaw                           |
| Berardi Belotti Bonucci Bernardeschi Jorginho | Tiri di rigore 3 – 2 | Kane Maguire Rashford Sancho Saka |

| Italia | Inghilterra |

| Italia (4-3-3)  |    |                       |       |      |
|                 |    |                       |       |      |
| P               | 21 | Gianluigi Donnarumma  |       |      |
| D               | 2  | Giovanni Di Lorenzo   |       |      |
| D               | 19 | Leonardo Bonucci      | 55’   |      |
| D               | 3  | Giorgio Chiellini     | 90+6’ |      |
| D               | 13 | Emerson Palmieri      |       | 118’ |
| C               | 8  | Jorginho              | 114’  |      |
| C               | 18 | Nicolò Barella        | 47’   | 54’  |
| C               | 6  | Marco Verratti        |       | 96’  |
| A               | 14 | Federico Chiesa       |       | 86’  |
| A               | 10 | Lorenzo Insigne       | 84’   | 91’  |
| A               | 17 | Ciro Immobile         |       | 54’  |
| A disposizione: |    |                       |       |      |
| P               | 1  | Salvatore Sirigu      |       |      |
| P               | 26 | Alex Meret            |       |      |
| C               | 5  | Manuel Locatelli      |       | 96’  |
| A               | 9  | Andrea Belotti        |       | 91’  |
| A               | 11 | Domenico Berardi      |       | 54’  |
| C               | 12 | Matteo Pessina        |       |      |
| D               | 15 | Francesco Acerbi      |       |      |
| C               | 16 | Bryan Cristante       |       | 54’  |
| A               | 20 | Federico Bernardeschi |       | 86’  |
| D               | 23 | Alessandro Bastoni    |       |      |
| D               | 24 | Alessandro Florenzi   |       | 118’ |
| D               | 25 | Rafael Tolói          |       |      |
| CT:             |    |                       |       |      |
| Roberto Mancini |    |                       |       |      |

| Inghilterra (3-4-3) |    |                       |      |      |      |
|                     |    |                       |      |      |      |
| P                   | 1  | Jordan Pickford       |      |      |      |
| D                   | 2  | Kyle Walker           |      | 120’ |      |
| D                   | 5  | John Stones           |      |      |      |
| D                   | 6  | Harry Maguire         | 106’ |      |      |
| C                   | 12 | Kieran Trippier       |      | 70’  |      |
| C                   | 3  | Luke Shaw             |      |      |      |
| C                   | 14 | Kalvin Phillips       |      |      |      |
| C                   | 4  | Declan Rice           |      | 74’  |      |
| A                   | 19 | Mason Mount           |      | 99’  |      |
| A                   | 10 | Raheem Sterling       |      |      |      |
| A                   | 9  | Harry Kane            |      |      |      |
| A disposizione:     |    |                       |      |      |      |
| P                   | 13 | Aaron Ramsdale        |      |      |      |
| P                   | 23 | Sam Johnstone         |      |      |      |
| C                   | 7  | Jack Grealish         |      | 99’  |      |
| C                   | 8  | Jordan Henderson      |      | 74’  | 120’ |
| A                   | 11 | Marcus Rashford       |      |      | 120’ |
| D                   | 15 | Tyrone Mings          |      |      |      |
| D                   | 16 | Conor Coady           |      |      |      |
| C                   | 17 | Jadon Sancho          |      | 120’ |      |
| A                   | 18 | Dominic Calvert-Lewin |      |      |      |
| D                   | 24 | Reece James           |      |      |      |
| C                   | 25 | Bukayo Saka           |      | 70’  |      |
| C                   | 26 | Jude Bellingham       |      |      |      |
| CT:                 |    |                       |      |      |      |
| Gareth Southgate    |    |                       |      |      |      |

| Assistenti arbitrali: Sander van Roekel (Paesi Bassi) Erwin Zeinstra (Paesi Bassi) Quarto ufficiale: Carlos del Cerro Grande (Spagna) Assistente di riserva: Juan Carlos Yuste Jiménez (Spagna) VAR: Bastian Dankert (Germania) Assistenti al VAR: Pol van Boekel (Paesi Bassi) Christian Gittelmann (Germania) Marco Fritz (Germania) | Regole dell'incontro - due tempi regolamentari da 45 minuti ciascuno; - due tempi supplementari da 15 minuti ciascuno in caso di parità; - tiri di rigore in caso di ulteriore parità; inizialmente cinque per squadra, e a oltranza fino a spareggio in caso di ulteriore parità; - numero massimo di 23 giocatori per squadra a referto (11 in campo e 12 come potenziali sostituti); - cinque sostituzioni permesse nei tempi regolamentari; una sesta permessa nei tempi supplementari. |

## Statistiche
| Statistiche       | Italia | Inghilterra |
| ----------------- | ------ | ----------- |
| Reti segnate      | 0      | 1           |
| Tiri totali       | 6      | 1           |
| Tiri in porta     | 1      | 1           |
| Parate            | 0      | 1           |
| Possesso palla    | 61%    | 39%         |
| Calci d'angolo    | 1      | 2           |
| Falli commessi    | 6      | 5           |
| Fuorigioco        | 2      | 1           |
| Cartellini gialli | 0      | 0           |
| Cartellini rossi  | 0      | 0           |

| Statistiche       | Italia | Inghilterra |
| ----------------- | ------ | ----------- |
| Reti segnate      | 1      | 0           |
| Tiri totali       | 9      | 3           |
| Tiri in porta     | 4      | 0           |
| Parate            | 0      | 3           |
| Possesso palla    | 65%    | 35%         |
| Calci d'angolo    | 1      | 2           |
| Falli commessi    | 10     | 2           |
| Fuorigioco        | 0      | 0           |
| Cartellini gialli | 4      | 0           |
| Cartellini rossi  | 0      | 0           |

| Statistiche       | Italia | Inghilterra |
| ----------------- | ------ | ----------- |
| Reti segnate      | 0      | 0           |
| Tiri totali       | 5      | 2           |
| Tiri in porta     | 1      | 0           |
| Parate            | 0      | 1           |
| Possesso palla    | 57%    | 43%         |
| Calci d'angolo    | 1      | 1           |
| Falli commessi    | 5      | 6           |
| Fuorigioco        | 3      | 0           |
| Cartellini gialli | 1      | 1           |
| Cartellini rossi  | 0      | 0           |

| Statistiche       | Italia | Inghilterra |
| ----------------- | ------ | ----------- |
| Reti segnate      | 1      | 1           |
| Tiri totali       | 20     | 6           |
| Tiri in porta     | 6      | 1           |
| Parate            | 0      | 5           |
| Possesso palla    | 61%    | 39%         |
| Calci d'angolo    | 3      | 5           |
| Falli commessi    | 21     | 13          |
| Fuorigioco        | 5      | 1           |
| Cartellini gialli | 5      | 1           |
| Cartellini rossi  | 0      | 0           |

## Conseguenze
Per l'Italia fu la seconda vittoria europea dopo quella del 1968, alla quarta finale giocata, comprendendo anche quelle perse nel 2000 contro la Francia e nel 2012 contro la Spagna. Per l'Inghilterra fu invece la prima sconfitta in una finale internazionale, dopo la vittoria nel campionato mondiale del 1966 giocato tra le mura amiche.

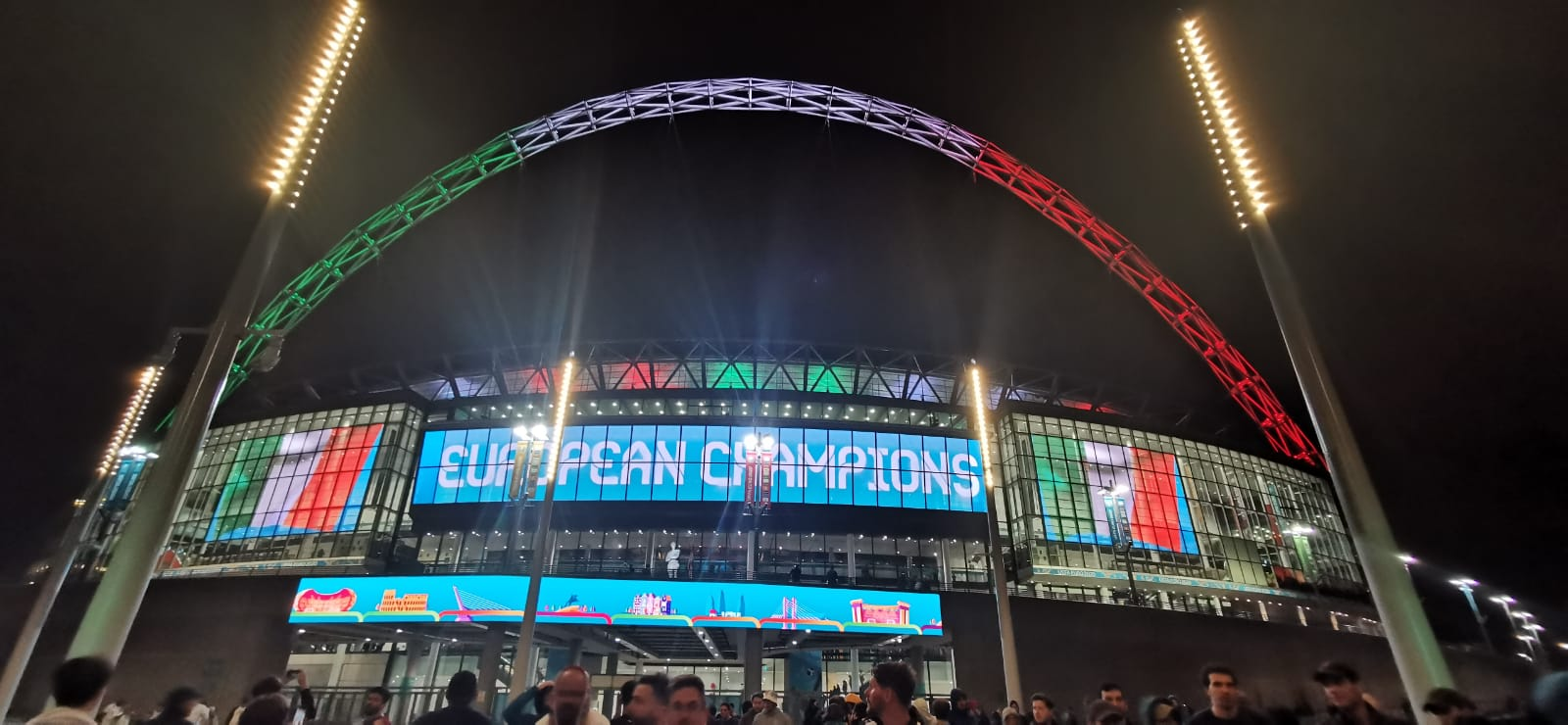
L'arco dello stadio di Wembley con i colori della bandiera italiana dopo la vittoria della nazionale azzurra.

L'Italia celebrò la sua vittoria con una parata a Roma il 12 luglio, il giorno dopo la finale, a cui parteciparono migliaia di persone in festa. Passando per i Giardini di Villa Borghese, la Nazionale, insieme ad un altro protagonista del mondo sportivo italiano del momento, il tennista Matteo Berrettini, finalista nel Torneo di Wimbledon, raggiunse il Palazzo del Quirinale, dove incontrò il Presidente della Repubblica Sergio Mattarella, e poi il Palazzo Chigi, dove fu ricevuta dal Presidente del Consiglio Mario Draghi, a cui fu consegnato il trofeo. Durante il discorso al Quirinale, il capitano Giorgio Chiellini dedicò la vittoria degli Azzurri a Davide Astori, giocatore della Nazionale scomparso improvvisamente il 4 marzo 2018. Il 16 luglio, tutti i 26 giocatori della Nazionale ricevettero l'Ordine al merito della Repubblica italiana.

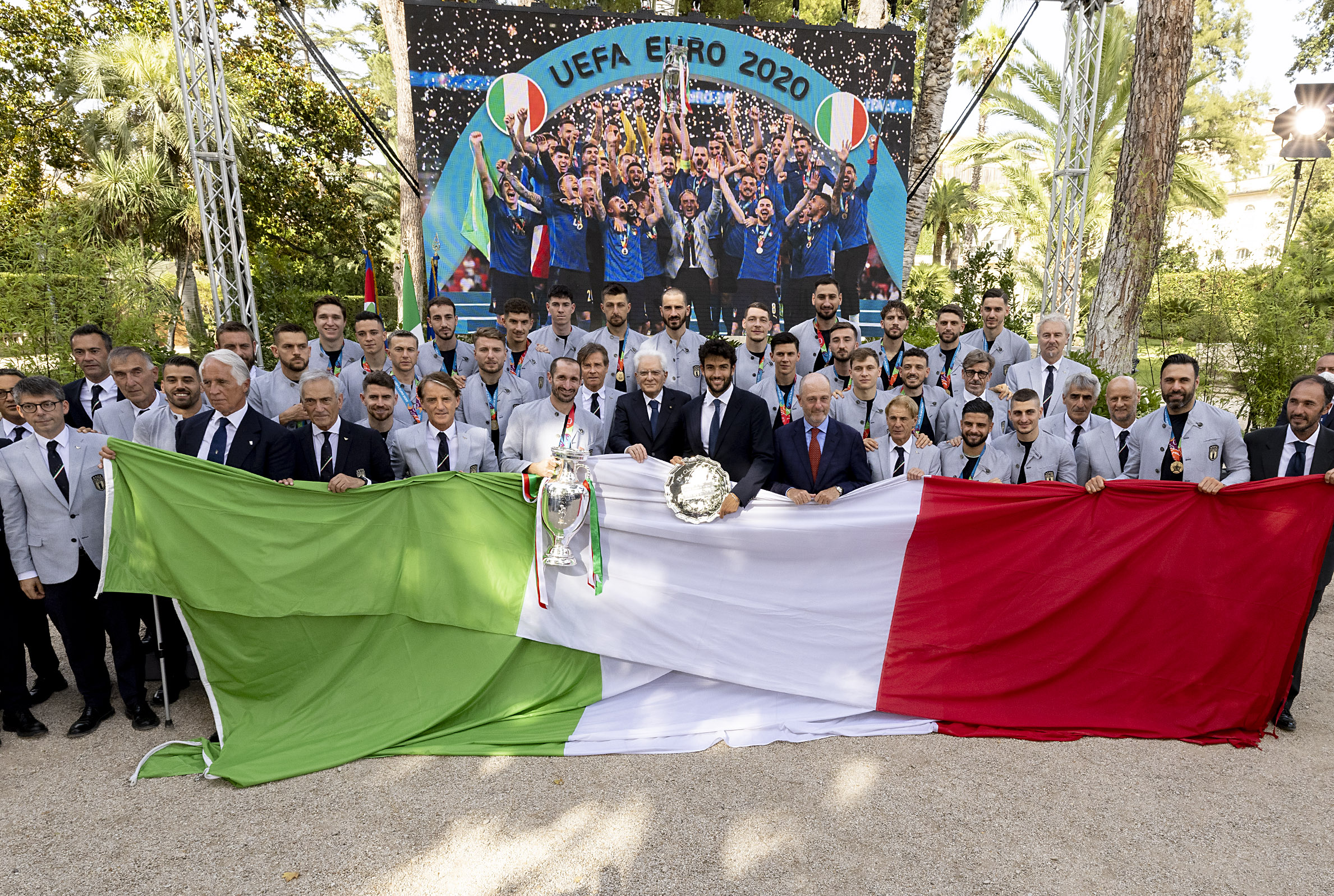
La nazionale italiana campione d'Europa ricevuta ai giardini del Palazzo del Quirinale dal Presidente della Repubblica Sergio Mattarella, assieme al tennista Matteo Berrettini finalista nel torneo di Wimbledon.

Roberto Mancini diventò il quinto allenatore ad aver vinto un torneo internazionale alla guida dell'Italia, dopo Vittorio Pozzo, che vinse il campionato mondiale nel 1934 e nel 1938, Ferruccio Valcareggi, che conquistò il campionato europeo nel 1968, Enzo Bearzot, che vinse il campionato mondiale nel 1982, e Marcello Lippi, che conquistò il campionato mondiale nel 2006. Leonardo Bonucci, oltre a ricevere il premio di Most Valuable Player della partita, con il suo gol divenne il calciatore più anziano a segnare in una finale del campionato europeo, all'età di 34 anni e 71 giorni. Gianluigi Donnarumma divenne il primo portiere a ottenere il premio di Giocatore del torneo e fu uno dei cinque giocatori italiani inseriti nella Squadra del torneo, insieme a Leonardo Spinazzola, Jorginho, Federico Chiesa e allo stesso Bonucci. La top 11 incluse anche tre inglesi: Kyle Walker, Harry Maguire e Raheem Sterling.
Notevole eco mediatica ebbero alcuni insulti razzisti pubblicati in rete dai tifosi inglesi ai danni dei giocatori Bukayo Saka, Jadon Sancho e Marcus Rashford, presi di mira per i loro errori nella serie dei tiri di rigore. Il giorno dopo la finale si venne inoltre a sapere che già prima della partita vari tifosi inglesi avevano tentato, alcuni con successo, di entrare a Wembley senza biglietto. Dopo la partita, vari tifosi inglesi avrebbero aggredito alcuni tifosi italiani e circa 86 persone sarebbero state arrestate. Lando Norris, pilota britannico di Formula 1 della McLaren che si trovava tra il pubblico, fu assalito da due uomini che stavano uscendo dallo stadio e derubato di un orologio dal valore di 40 000 sterline; anche se illeso, rimase molto scosso dal fatto. Il giorno dopo la finale, la Federcalcio inglese si scusò dichiarandosi «sconvolta dal comportamento disgustoso» dei tifosi, mentre la polizia di Londra condannò l'abuso definendolo «inaccettabile», e dichiarò di indagare sui post «offensivi e razzisti». Il primo ministro britannico Boris Johnson dichiarò: «Questa squadra inglese merita di essere lodata come un gruppo di eroi, non insultata a sfondo razzista sui social media. I responsabili di questi terrificanti insulti dovrebbero vergognarsi di se stessi». Il principe William, nipote della regina Elisabetta II nonché presidente della Federcalcio inglese, affermò da parte sua: «Sono nauseato, è totalmente inaccettabile che alcuni giocatori debbano subire questi simili comportamenti abominevoli».
Il giorno successivo vennero vandalizzati due murali: uno di MurWalls raffigurante Gareth Southgate, Harry Kane e Raheem Sterling a Vinegar Yard e London Bridge, a Londra, commissionato dal sindaco Sadiq Khan, e un altro digitale a Manchester raffigurante proprio Saka, Sancho e Rashford; le scritte razziste su quest'ultimo murale sono state tempestivamente coperte da bandiere inglesi e da messaggi di solidarietà. Nella stessa data, dopo il caos, la UEFA aprì un caso comportamentale contro la Football Association per l'invasione in campo di un tifoso inglese, il lancio di vari oggetti dagli spalti britannici, i fischi durante l'inno nazionale italiano e l'uso di fuochi pirotecnici.

### Impatto mediatico
Nel Regno Unito, la finale ha raggiunto il picco di 30,95 milioni di spettatori durante i rigori, superando come ascolti il funerale della principessa Diana Spencer del Galles del 1997; stando alle stime, in 29,85 milioni avrebbero visto l'intera partita.
In Italia, la partita ha registrato un pubblico di 18,17 milioni di spettatori su Rai 1, pari a circa 73,7% dello share, e un picco di 18,54 milioni, 78,7% dello share, ai rigori; su Sky Italia ha invece registrato una media di 2,43 milioni di spettatori (9,9% dello share) e un picco totale di 3,16 milioni.

### Mass media
La vittoria dell'Italia in casa dell'Inghilterra ebbe un'ampia risonanza a livello internazionale. Il quotidiano sportivo italiano La Gazzetta dello Sport aprì le pagine con il titolo "Troppo bello" in onore della vittoria. Il Corriere dello Sport titolò "Arriva in Italia, la Coppa". e Tuttosport "Siamo solo noi". A La Repubblica Mattarella dichiarò "Avete meritato" e Draghi "Da voi gioia e commozione". La sconfitta inglese è invece descritta come "L'agonia suprema" nel The Daily Telegraph e "Così vicino" in The Guardian. Il quotidiano spagnolo Marca coniò il termine Wembleyazo per descrivere la sconfitta degli inglesi, richiamando due storiche sconfitte della nazionale del Brasile, il Maracanazo del mondiale 1950 e il Mineirazo di quello del 2014.
Nei giorni che precedevano la finale i media britannici e molte persone nel Regno Unito, tra cui lo stesso premier Johnson, hanno citato, anche sui social network, la frase inglese "It's coming home" ("Sta venendo a casa"), nella speranza che il trofeo andasse all'Inghilterra, definita in ambito calcistico "casa" in quanto si tratta della nazione in cui è nato il calcio moderno. Il modo di dire era tratto da un verso della canzone Three Lions del 1996, scritta da David Baddiel e Frank Skinner e musicata dai Lightning Seeds in occasione del campionato d'Europa 1996, ospitato dagli inglesi. Dopo la vittoria italiana, la frase è stata ironicamente trasformata da molti in "It's coming Rome" ("Sta venendo a Roma"), con riferimento alla capitale d'Italia, Roma.
I mass media hanno inoltre descritto in modo generalmente negativo le reazioni dei tifosi inglesi. In Italia, Il Sole 24 Ore sostenne che "l'Inghilterra ha perso anche la partita del fair play", mentre il quotidiano tedesco Die Zeit definì il comportamento della folla che sovrastava il personale di sicurezza "non solo stupido, ma pericoloso". Il giornale francese Libération scrisse "Dove sono finite le tanto decantate qualità inglesi di fair play, rispetto e decenza?", mentre quello spagnolo El País affermò: "Nelle ore precedenti alla finale degli Europei, gruppi di tifosi inglesi si sono presi la libertà di rovinare la buona immagine edificata dalla squadra di Gareth Southgate."